# 선데이 로스트
선데이 로스트(영어: Sunday roast)는 영국인들이 주로 일요일에 즐기는 전통적인 식사로, 보통 로스트와, 채소, 요크셔 푸딩, 그레이비 등으로 이루어진다. 영국의 국민 음식 가운데 하나로 여겨진다. 펍에서도 맛볼 수 있으며 영국의 영향을 받은 아일랜드 등의 국가에서도 찾아볼 수 있다.

## 이름
영어 "선데이(Sunday)"는 "일요일"을 뜻하며 "로스트(roast)"는 고기 등을 오븐에서 오래 익히는 건열 조리 방식, 또는 그렇게 조리한 음식을 가리키는 말이다. 
선데이 로스트는 선데이 런치(영어: Sunday lunch), 선데이 디너(영어: Sunday dinner), 로스트 디너(영어: roast dinner), 풀 로스트(영어: full roast) 등으로 불리기도 한다.

## 역사
기독교 문화권인 영국에서는 금요일에 고기를 먹지 않고 채소나 생선만 먹는 금육 전통이 있었으며, 일요일 감사성찬례(성공회) 또는 미사(가톨릭) 전에는 금식을 하기도 했다. 일요일 전례가 끝난 뒤에는 고기를 포함한 모든 음식을 먹을 수 있었기 때문에 로스트 비프 등을 준비했다. 산업화 시기에는 일요일이 온 가족이 모여 함께 식사할 수 있는 휴일이기도 했다. 19세기에는 일요일 점심이나 저녁에 온 가족이 식탁에 둘러앉아 선데이 로스트를 즐기는 것이 단란한 영국 가정을 상징하게 되었다.
선데이 로스트의 기원에 관해서는 두 가지 견해가 있는데, 하나는 산업 혁명 시기 요크셔 지역의 가정에서 일요일 아침에 고기를 오븐에 넣어 익혀 두고, 성당에 갔다 와서 잘 로스팅된 고기를 먹었던 것에서 기원했다는 견해이다. 다른 하나는 선데이 로스트의 기원이 중세까지 거슬러 올라간다는 주장이다. 견습기사의 농노들이 일주일에 엿새는 일하고, 일요일에는 성당에 다녀 와서 들판에서 전투 연습을 했으며, 포상으로 에일과 꼬치에 꿰여 로스팅된 쇠고기 만찬을 받았던 것이 기원이라 보는 관점이다.
선데이 로스트는 잉글리시 브렉퍼스트와 더불어 산업혁명과 대영 제국 건설 이후 부가 축적되고 여유가 생긴 19세기 빅토리아 시대의 유산으로 여겨진다. 19세기 당시 로스트비프를 구워내려면 큰 벽난로나 오븐이 필요했는데, 영국의 일반 가정집에는 벽난로나 오븐이 없었다. 따라서 서민들은 빵 가게가 쉬는 날인 일요일에만 빵 가게의 벽난로를 빌려서 로스트비프를 요리했다. 이러한 풍습은 식재료가 저렴해지고 일요일이 아닌 다른 때에도 먹을 수 있게 되었다.

## 만들기
로스트 용 고기로는 돼지고기(로스트 포크), 쇠고기(로스트 비프), 양고기, 닭고기 등이 흔히 쓰이며, 때로 오리고기, 거위고기, 칠면조고기나 사냥고기, 개먼 등을 쓰기도 한다. 주로 뼈가 붙어 있는 부위인 갈비살이나 등심을 사용한다. 1kg 이상인 큰 고기 덩어리에 소금과 후추로 밑간하고, 로스팅 방식으로 구워 낸다. 로스트는 일요일에 가족들이 충분히 먹고 남을 정도로 만들며, 남은 것은 식혀서 보관하여 일주일 내내 샐러드, 샌드위치, 파이, 스튜 등 다양한 요리에 활용하여 먹기도 한다. 고기를 굽는 동안 팬의 바닥에 고인 육즙은 따로 모아 채수, 밀가루 등과 섞어 그레이비를 만든다.
곁들이는 채소는 데치거나 삶거나 찌거나 구워 내는데, 보통 로스팅한 감자를 포함한다. 흔히 사용되는 채소로 순무, 파스닙, 당근, 브로콜리, 콜리플라워, 방울다다기, 풋강낭콩 등이 있다.
쇠고기(로스트 비프)의 경우 요크셔 푸딩과 수이트 푸딩, 잉글리시 머스터드, 호스래디시 소스 등을 곁들인다. 돼지고기(로스트 포크)에는 크래클링과 스터핑, 애플 소스, 잉글리시 머스터드 등을 곁들이며, 양고기에는 민트 젤리나 레드커런트 젤리를, 닭고기에는 피그 인 블랭킷, 소시지, 스터핑, 브레드 소스, 애플 소스, 크랜베리 소스, 레드커런트 젤리 등을 곁들인다.

## 같이 보기
- 로스트
- 요크셔 푸딩
- 카버리